# Villa Riberolle
Villa Riberolle är en enskild återvändsgata i Quartier du Père-Lachaise i Paris tjugonde arrondissement. Gatan är uppkallad efter den markägare, på vars mark gatan anlades. Villa Riberolle börjar vid Rue de Bagnolet 35.

## Omgivningar
- Saint-Jean-Bosco
- Villa de la Saulaie
- Cité Aubry
- Rue Lespagnol

## Bilder
| - Gatuskylt. - Saint-Jean-Bosco. |

## Kommunikationer
- Tunnelbana – linje  – Alexandre Dumas
- Busshållplats La Réunion – Paris bussnät

### Webbkällor
- ”Villa Riberolle”. Mairie de Paris. https://web.archive.org/web/20150910035548/http://www.v2asp.paris.fr/commun/v2asp/v2/nomenclature_voies/Voieactu/8183.nom.htm. Läst 15 februari 2024.
- ”Villa Riberolle (20ème arrondissement)”. Les rues de Paris. https://web.archive.org/web/20160409060123/http://www.parisrues.com/rues20/paris-20-villa-riberolle.html. Läst 15 februari 2024.